# 三甲基硅烷
三甲基硅烷或三甲基硅化氢，是一种有机硅化合物，化学式为C3H10Si，结构简式(CH3)3SiH。它是一种极易燃的物质。三甲基硅烷用于半导体工业中的等离子相腐蚀剂。